# Reiersdorf (Templin)

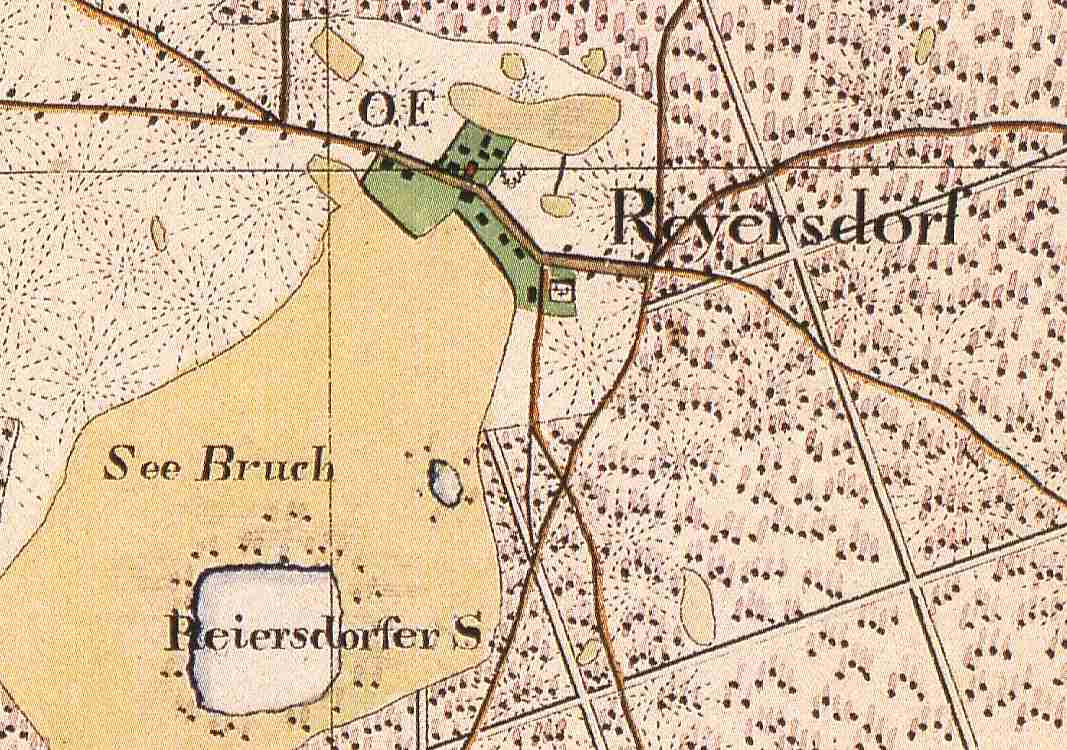
Reiersdorf, Ausschnitt aus dem Urmesstischblatt 2947 Vietmannsdorf von 1826

Reiersdorf ist ein bewohnter Gemeindeteil von Gollin, einem Ortsteil der Stadt Templin im Landkreis Uckermark (Brandenburg). Das mittelalterliche Dorf war wohl bereits vor 1375 wüst gefallen. 1704 wurde hier ein neues Haus für den Heidereiter erbaut als Ersatz für die baufällige Heidereiterei in Gollin. 1773 ist auch ein Teerofen nachgewiesen und einige Büdnerhäuser. Der Teerofen und die Büdnerhäuser verschwanden Anfang des 19. Jahrhunderts wieder und nur die Oberförsterei blieb. Aus dieser Oberförsterei entwickelte sich der heutige Ort, Sitz der Landeswaldoberförsterei Reiersdorf.

## Lage
Reiersdorf liegt 12 km südöstlich der Kernstadt von Templin, ca. 10,5 km nordwestlich von Joachimsthal. Der nächste Ort ist der zur Gemeinde Ringenwalde gehörende Wohnplatz Libbesicke, der knapp 2 km nordöstlich liegt. Gollin, auf dessen Gemarkung Reiersdorf liegt, befindet sich knapp 3 km westlich. Reiersdorf ist über die L100, die von Gollin aus zunächst nach Nordosten führt, dort einen Abzweig wieder nach Südosten hat, und von Friedrichswalde aus über die K7354 zu erreichen. Knapp 900 Meter südlich befindet sich der Reiersdorfer See, einen Kilometer nordwestlich der Gabssee. Reiersdorf liegt auf etwa 61 m ü. NHN.

## Geschichte
Reiersdorf wird im Landbuch von 1375 erstmals als Reynyhdorp erwähnt, allerdings ohne nähere Angaben. Vermutlich war es zu diesem Zeitpunkt bereits wüst gefallen. Wo dieses Dorf ursprünglich genau lag, ist nicht bekannt. Es muss nicht an der Stelle des heutigen Wohnplatzes gelegen haben. Aufgrund der uneinheitlichen Überlieferung ist keine sichere Deutung des Namens möglich. Nimmt man den ältesten Beleg, dürfte der Ortsname von einem Personennamen mit erster Silbe Rein- abzuleiten sein, was eine Grundform * Reinesdörp ergibt. Die Silbe *Rein entstand aus Kose- oder Kurzformen von Personennamen wie Reinher, Reinhold etc. Bei der spätmittelalterlich-neuzeitlichen Form Reihersdorf dürfte auch eine Angleichung an den Vogelnamen Reiher eine Rolle gespielt haben. Die Feldmark selber war jedoch bereits in der Bronzezeit besiedelt.
1553 wird das Feld Rihrstorpff bei der Teilung des Felde Libbesicke genannt. 1572 werden die Grenzen der Feldmark Reygerßdorff beschrieben, und 1590 heißt es das Feld Regenßdorf und Reinstorff. Bis 1572 war die Feldmark im Besitz der von Greiffenberg zu Flemsdorf und Bruchhagen, die sie in diesem Jahr an das Amt Zehdenick verkauften.
1704 wurde auf der Feldmark Reiersdorf ein neues Haus für den Heidereiter (später heißt der Heidereiter Oberförster) erbaut als Ersatz für die baufällige Heidereiterei in Gollin. 1704/06 wurde schließlich die alte Heidereiterei an den Ortsherr von Gollin Henning Liborius von Holzendorff verkauft. 1736 wurde ein Schleschke zum Förster von Reiersdorf angenommen. Die dortige Forstdienstwohnung musste aber 1736 schon wieder repariert werden. 1766 hatten sich neben dem Oberförster in der Oberförsterei sechs Büdner, darunter ein Hirte und drei Paar Einlieger in der neuen Ansiedlung niedergelassen.
1765 wurden Gärten und der Kirchenacker in Reiersdorf verpachtet. Dies lässt den Schluss zu, dass bereits eine erste, wohl sehr einfache Kirche existierte. 1776 musste die Kirche und der Glockenstuhl in Reiersdorf repariert werden. Dieses Kirchengebäude muss wohl vor 1800 wieder verschwunden sein; es wird nicht wieder erwähnt. 1767 war Förster Schleschke gestorben und der Nachfolger, vermutlich der (aber erst 1773 genannte) Förster Straub, musste sich mit den Erben des Vorgängers über dessen Nachlass bzw. dessen gemachte und von ihm bezahlte Reparaturen auseinandersetzen. Förster Straub fiel 1773 wegen Schulden an „Holz-, Stamm- und Wildbret-Geldern“ auf.
1773 sind auch ein Teerofen und fünf Büdnerhäuser in Reiersdorf nachgewiesen; außerdem vier Paar Einlieger. 1775 war zur Försterwohnung noch ein Vorwerk hinzugekommen. Das Schmettausche Kartenwerk verzeichnet den Ort als Reyersdorf. Damals wohnten 13 Büdnerfamilien, Einlieger und andere in Reiersdorf. Insgesamt gab es damals 14 Feuerstellen, 12 davon in Familienhäusern. Schon 1790 war die Zahl der Feuerstellen auf sieben gesunken. Es wurden noch fünf Büdner und fünf Einlieger oder Hausleute gezählt. 1801 gab es wieder neun Feuerstellen, Neben dem Königlichen Oberförster wohnten 10 Einlieger, einige Hirten und ein Teerbrenner im Ort. 1785 hatte das Amt Zehdenick Auseinandersetzungen mit dem von Holzendorff auf Vietmannsdorf wegen strittiger Grenzen. 1787/90 standen Grenzberichtigungen an.
1795 amtete in der Oberförsterei Reiersdorf der Oberförster Wolter, der verpflichtet war, sein Getreide auf der Döllner Mühle (heute Klein Dölln) zu mahlen. Der Teerofen und die meisten Büdnerhäuser verschwanden bis Anfang des 19. Jahrhunderts wieder und nur die Oberförsterei blieb übrig. 1817 hatte Reiersdorf einschließlich der Förstereien Dusterlake und Wucker 43 Einwohner. Für 1840 werden für Reyersdorf und seine Wohnplätze insgesamt sieben Wohngebäude und 75 Einwohner angegeben. Kommunalrechtlich entwickelte sich Reiersdorf nicht zu einer (Land-)Gemeinde, sondern wurde ein Gutsbezirk. 1860 hatte Reiersdorf (nur Oberförsterei) zwei öffentliche Gebäude, zwei Wohngebäude und vier Wirtschaftsgebäude, und 32 Einwohner, der Gutsbezirk mit seinen Wohnplätzen insgesamt 93 Einwohner. 1871 hatte der Gutsbezirk Reiersdorf einschließlich seiner fünf Wohnplätze 65 Einwohner. Davon entfielen auf die Oberförsterei selber  zwei Wohngebäude mit 16 Einwohnern. Auch 1882 zählte die Oberförsterei Reiersdorf 16 Einwohner, und 1897 werden insgesamt 49 Einwohner für den Gutsbezirk genannt (davon 25 Einwohner in der Oberförsterei Reiersdorf). Der Gutsbezirk Reiersdorf umfasste damals 5.596,5 ha. Aus dieser Oberförsterei entwickelte sich der heutige Ort, Sitz der Landeswaldoberförsterei Reiersdorf.

## Die Oberförsterei Reiersdorf in der Hierarchie der Forstverwaltung
1817 wurde eine Forstverwaltung in der Provinz Brandenburg gebildet; insgesamt wurden 12 Forstinspektionen geschaffen. 1827 wurden die Forstinspektionen auf sechs reduziert.  1850 fand erneut eine Revision der Forstinspektionsbezirke statt, Die Oberförsterei Reiersdorf gehörte bis 1850 zur Forstinspektion Zehdenick (auch Forstbezirk Zehdenick genannt). In der Revision von 1850 wurde sie zur Forstinspektion Neustadt-Eberswalde (1868: Forstinspektion Potsdam-Eberswalde-Neustadt) transferiert. Ab 1871 gehörte sie schließlich zur Forstinspektion Potsdam-Joachimsthal. Von 1936 bis 1945 war sie Teil der Stiftung Schorfheide, die dem Preußischen Landforstmeister bzw. dem späteren Reichsforst- und -jägermeister Hermann Göring unmittelbar unterstellt war. Die Oberförsterei Reiersdorf wurde 1821 auch Bestandteil des Königlichen Hofjagdamt, das große Teile des Reviers der Oberförsterei zu Staatsjagden nutzte. 1855 umfasste das Revier der Oberförsterei Reiersdorf 22.575 Morgen, 1901 waren es 7051 ha. 1886 war ein neues Gebäude für die Oberförsterei Reiersdorf errichtet worden. Der Oberförsterei Reiersdorf waren zunächst vier Förstereien, bis etwa 1840 Unterförstereien genannt, untergeordnet, später sechs Förstereien:
- Försterei Döllnkrug
- Försterei Dusterlake
- Försterei Groß Väter
- Försterei Wucker
- Försterei Vietmannsdorf (1879 neu eingerichtet)
- Försterei Gollin (1879 neu eingerichtet, später nach Torwärterhäuser verlegt)

1934 wurde die Oberförsterei in Forstamt Reiersdorf umbenannt. 1938 wurde das Forstamt in Forstamt Groß Dölln umbenannt und neu zugeschnitten. Die (Revier-)Försterei Dusterlake gehörte von 1938 bis 1945 zum neu gebildeten Forstamt Groß Dölln, dem außer der (Revier-)Försterei  Dusterlake auch die Revierförstereien Väter, Deutschboden, Ringofen, die Oberförsterei Vietmannsdorf und die Försterei Dusterlake II angehörten.
In den Jahren 2008 bis 2010 wurde das denkmalgeschützte Gebäude saniert.
Das Verwaltungsgebiet der heutigen Landeswaldoberförsterei Reiersdorf des Landes Brandenburg ist wesentlich größer als die frühere Oberförsterei Reiersdorf und steht nur in der Tradition der früheren Oberförsterei. Sie umfasst die westlichen Teile des Landkreises Uckermark sowie Teile der Landkreise Oberhavel und Barnim. Das Bewirtschaftungsgebiet umfasst derzeit fast 22.000 Hektar Wald, über 3.000 Hektar Nichtholzböden (Wasser, Moore, Wiesen und landwirtschaftliche Flächen). Naturschutzgebiete nehmen 5.500 Hektar ein, und etwa 1.500 Hektar sind Totalreservate. Angeschlossen an die Landeswaldoberförsterei Reiersdorf sind eine Forstbaumschule und ein Ausbildungszentrum für Forstwirte in Zehdenick. In den Jahren 2008 bis 2010 wurde das denkmalgeschützte Gebäude saniert. Direkt südlich von Reiersdorf befindet sich das FFH-Gebiet Reiersdorf, in dessen Zentrum der Reiersdorfer See liegt.

## Kommunale Geschichte
Der Gutsbezirk Forstrevier Reiersdorf umfasste 1860 die Oberförsterei Reiersdorf, den Schutzbezirk und das Forsthaus Wucker, den Schutzbezirk Döllnkrug mit dem Forsthaus Döllnkrug, Chausseehaus und Gasthaus, den Schutzbezirk und Forsthaus Groß Väter sowie den Schutzbezirk und Forsthaus Dusterlake (Düsterlake geschrieben). Insgesamt umfasste der Gutsbezirk 20.266 Morgen Wald, hinzu kamen 2 Morgen Fläche für Gehöfte, 12 Morgen Gartenland, 361 Morgen Acker, 139 Morgen Wiese und 20 Morgen für Weiden, Torf etc. Immerhin wurden in den Wirtschaftsgebäuden 4 Pferde und 15 Stück Rindvieh gehalten.
1872 wurden die Domänenämter aufgelöst und die hoheitlichen Aufgaben den Kreisen oder den neu gebildeten Amtsbezirken zugewiesen. Reiersdorf wurde namengebend für den 14. Amtsbezirk des Kreises Templin. Dem Amtsbezirk Reiersdorf gehörten die Gemeinden Bebersee, Groß Dölln, Klein Dölln und Groß Väter mit dem dortigen Forsthaus sowie der Gutsbezirk Reiersdorf mit Döllnkrug, Dusterlake und Wucker an. Amtsvorsteher war Oberförster Walter in Reiersdorf, sein Stellvertreter Kreisschulze Schaefer in Groß Dölln
Nach der Revision und endgültige(n) Feststellung der Amtsbezirke in den Kreisen des Regierungsbezirks Potsdam betr. von 1881 gehörten nun zum Amtsbezirk 14 Reiersdorf des Kreises Templin die Gemeinden Bebersee, Groß Dölln, Klein Dölln, Groß Väter und Grundwald sowie der Gutsbezirk Königliches Forstrevier Reiersdorf mit der Oberförsterei Reiersdorf, Schutzbezirk und Forsthaus Döllnkrug, Schutzbezirk und Forsthaus Dusterlake und Schutzbezirk und Forsthaus Wucker.
Reiersdorf gehörte 1896 zum Gutsbezirk Reiersdorf Forst, zu dem neben Reiersdorf auch die Förstereien Döllnkrug (mit Gasthaus), Dusterlake und Wucker gehörten. 1929 wurde der Gutsbezirk Reiersdorf Forst in die Gemeinden Gollin, Grunewald, Vietmannsdorf, Bebersee
und Groß Väter eingliedert. Ein Restareal wurde mit Zehdenick, Forst (Hauptteil) zu einem „Gutsbezirk Schorfheide, Anteil Kreis Templin“ zusammen gelegt. Nach der Revision und endgültige(n) Feststellung der Amtsbezirke in den Kreisen des Regierungsbezirks Potsdam betr. von 1881 gehörten nun zum Amtsbezirk 14 Reiersdorf des Kreises wurde nach Gollin eingegliedert. 1931 und 1967 war Reiersdorf ein Wohnplatz von Gollin.
Nach der Wende schloss sich Gollin 1993 mit 13 anderen Gemeinden zum Amt Templin-Land zusammen. 2003 wurde Gollin zusammen mit den anderen Gemeinden des Amtes Templin-Land per Gesetz in die Stadt Templin eingegliedert. Gollin ist seither ein Ortsteil der Stadt Templin, Reiersdorf ist in ein Gemeindeteil von Gollin, ohne eigene kommunalpolitische Vertretung.

## Liste der Oberförster
- 1736 bis 1767 (†) Förster Schleschke
- (1767?) bis (1773) Förster Straub
- 1795 Oberförster Wolter[11]
- 1843 Oberförster Karl Ludwig Boehme[38]
- bis 31. März 1847 (Pensionierung) Oberförster Bauermeiser[39]
- ab 1. April 1847 bis 14. März 1851 (Entlassung auf seinen Antrag) Oberförster Schinkel, bisher Regierungs- und Forst-Referendarius[39][40]
- ab 15. März 1851 bis 30. November 1859 Oberförster Gronau, war vorher in der Oberförsterei Alt Schadow[40][27][41]
- ab 1. Dezember 1859 Oberförster Julius Oppermann (* 24. Juni 1823 in Magdeburg; † 1890), war vorher in Warnicken, Ostpreußen[41]
- bis 30. Juni 1872 bis 30. Juni 1884 Oberförster Walter, wurde in die Oberförsterei Havelberg versetzt[42][43]
- ab 1. Juli 1884 bis 1889 Oberförster Euen[43] wurde zum Forstmeister ernannt und nach Königsberg-Labiau, Ostpreußen versetzt[44]
- 1889 bis (1907) Oberförster Fischer, Forstmeister, bisher in Torfhaus, Regierungsbezirk Hildesheim,[44] er erhielt 1893 den Kronenorden IV. Klasse[45][28][46]
- (1925) Oberförster Augustin Wilhelm Leo Hubertus Joseph Maria Pius Graf von Korff, gen. Schmising-Kerßenbrock (* 22. Februar 1869 in Montabaur)[24](† 7. Juni 1938 in Berlin-Grunewald)[47]

## Einheitsdenkmal
Ein Baumdenkmal für die Deutsche Einheit befindet sich westlich der Waldschule (schräg gegenüber an der Straße). Es wurde anlässlich des 25. Jahrestages der deutschen Wiedervereinigung am 24. April 2015 gepflanzt von Bürgermeister Detlef Tabbert, Oberförsterin Heidrun Koch und Kita-Kindern aus Milmersdorf und Joachimsthal. Zum Ensemble gehören ein Findling mit Schild und zwei Bänke.